# Писарёвка (Иловлинский район)
Писарёвка — хутор в Иловлинском районе Волгоградской области России. Входит в состав Кондрашовского сельского поселения.

## История
В «Списке населённых мест Земли Войска Донского», изданном в 1864 году, населённый пункт упомянут как хутор Писарев в составе юрта станицы Иловлинской Второго Донского округа, при речке Иловле, расположенный в 187 верстах от окружной станицы Нижне-Чирской. В Писареве имелось 15 дворов и проживало 59 жителей (27 мужчин и 32 женщины).
Согласно Списку населённых мест Области Войска Донского по переписи 1873 года на хуторе насчитывалось 33 двора и проживало 114 душ мужского и 121 женского пола.
В 1928 году населённый пункт был включён в состав Иловлинского района Сталинградского округа Нижне-Волжского края (с 1934 года — Сталинградского края, с 1936 года — Сталинградской области). Хутор Писаревский являлся центром Писаревского сельсовета. В период с 1935 по 1963 годы хутор входил в состав Солодчинского района. В 1953 году Писаревский сельсовет был включён в состав новообразованного Кондрашевского сельсовета. В 1963 году Солодчинский район был упразднён, а Писарёвка была передана в состав Фроловского района. В 1965 году хутор вошёл в состав Иловлинского района.

## География
Хутор находится в центральной части Волгоградской области, в степной зоне, в пределах Приволжской возвышенности, на берегах реки Ширяй, к западу от реки Иловля, на расстоянии примерно 21 километра (по прямой) к северо-востоку от посёлка сельского типа Иловля, административного центра района. Абсолютная высота — 54 метра над уровнем моря.
Часовой пояс
Хутор Писарёвка, как и вся Волгоградская область, находится в часовой зоне МСК (московское время). Смещение применяемого времени относительно UTC составляет +3:00.

## Население
| 2010 |
| ---- |
| 382  |

Гендерный состав
По данным Всероссийской переписи населения 2010 года в гендерной структуре населения мужчины составляли 49,2 %, женщины — соответственно 50,8 %.
Национальный состав
Согласно результатам переписи 2002 года, в национальной структуре населения русские составляли 80 % из 379 чел.

## Улицы
Уличная сеть хутора состоит из пяти улиц и трёх переулков.